# Haakon III de Noruega
Haakon III o Haakon Sverrrisson (en nórdico antiguo, Hákon Sverrisson; en noruego, Håkon Sverresson; década de 1170-Bergen, 1 de enero de 1204) fue rey de Noruega de 1202 hasta su muerte, y líder de la facción conocida como los birkebeiner. Fue un hijo ilegítimo del rey Sverre I. Según el historiador Peter Andreas Munch, la madre de Haakon III podría haber sido Astrid Roesdatter, hija del obispo Roe de las islas Feroe, pero esto no ha sido apoyado por historiadores posteriores.

## Biografía
Haakon habría nacido en algún año de la década de 1170, probablemente cuando su padre aún se hallaba en las Islas Feroe, antes de ir a reclamar el trono noruego.
Es mencionado por primera vez en la Saga de Sverre como uno de los comandantes de los ejércitos de su padre en una batalla contra los bagler en Oslo, en 1197. De manera subsiguiente es mencionado en varias ocasiones durante la guerra bagler. Sverre, antes de morir en 1202, declaró que no tenía más hijos varones vivos que Haakon, y nombró a este su sucesor. Sverre también le dedicó una carta a su hijo, exhortándolo a terminar el largo conflicto con la Iglesia, la principal patrocinadora de los bagler.
Con las noticias de la muerte de Sverre, los birkebeiner (la facción del difunto rey) se reunió en asamblea en la ciudad de Nidaros. Haakon fue nombrado como el nuevo líder del grupo, y poco después fue elevado a rey.
Al parecer las negociaciones con la Iglesia fueron casi inmediatas, pues esa misma primavera regresaron a Noruega los obispos, hasta entonces exiliados en Dinamarca, y se levantó el interdicto en que se hallaba en país durante el reinado de Sverre. Se dice que Haakon cobró popularidad entre el pueblo noruego, y los bagler, ya sin el apoyo de la Iglesia y de buena parte del campesinado, perdieron fuerza. El rey de los bagler, Inge Magnusson, fue asesinado en el otoño de 1202. Apareció un nuevo pretendiente bagler, Erling Steinvegg, quien pronto declinó, ante las pocas posibilidades de éxito frente a Haakon. Así, Haakon permaneció como el único gobernante de Noruega, y durante su breve reinado se alcanzó la paz en el país, al menos temporalmente.
Parece ser que Haakon mantuvo una mala relación con su madrastra, Margarita Eriksdotter. La viuda de Sverre quiso regresar a su natal Suecia con su hija Cristina, pero Haakon las separó, forzando a esta última a permanecer en la corte noruega. Durante la Navidad de 1203, el rey cayó enfermo después de serle practicada una sangría, y el 1 de enero de 1204 murió. Se corrió el rumor de que había sido envenado por su madrastra. Encontrada culpable tras la prueba de la ordalía, Margarita tuvo que escapar a Suecia.
El cuerpo de Haakon fue sepultado en la antigua catedral de Bergen. A su muerte, se desató una nueva guerra civil contra los bagler, liderados por Erling Steinvegg.

## Descendencia
Haakon nunca se casó, y no se supo de la existencia de algún hijo hasta que en 1206 una concubina, Inga de Varteig, afirmó tener un hijo póstumo de él:
- Haakon (1204-1263). Rey de Noruega.